# 坂元町 (姫路市)
坂元町（さかもとまち）は兵庫県姫路市の町名。郵便番号670-0016。

## 地理
坂元町は姫路市の中心市街地・内町西部、魚町の北に隣接する。姫路駅と姫路城をつなぐ大手前通りを西に入ると、飲み屋の集合ビルが立ち並ぶ魚町通りがある。魚町を中心にした魚町エリアの最北端で国道2号線（東行き）の南に位置する。
再開発の進む本町に対して、隣町の坂元町は古くから有る家が多く高齢化が進んでいると考えられる。
坂元町は魚町エリアの北端に位置する。このため魚町が歓楽街であることが影響して坂元町は町の規模の割には飲食店が多く存在する。また姫路駅周辺が割合早く閉店するのに対して、坂元町は比較的遅く（22時頃）まで営業する飲食店が多い。

## 歴史
「播磨鑑（はりまかがみ）」では慶長9年（1604）城下町の町替えの際、書写山の麓の坂本より刀鍛冶の集団が移住してきたのでこの地名が付いたとされている説、及び姫山の南麓の坂下にあったからとする説があり、この2説が有力である。
姫路城改修時の町割りでは福中町の北に位置し、山陽道（西国街道）筋となっていたが、寛永年間に中堀の土砂を浚渫して本町との間に置いたために通行の障害となり、その間の通行は南側の俵町・福中町を経るように変化した。
明治時代には福栄座・万松座（山陽座を経てアースシネマズ姫路）などの演芸場が建ち並ぶ歓楽街となり、また大正時代には食品卸市場も開設されるが、1945年の姫路空襲で壊滅する。
戦後は商店・飲食店・アパートなどの多い地域となる。1983年（昭和59年）の戦災復興事業による区画整理完工で一部が福中町となり、福中町・本町・福中内新町の一部を編入する。

## 世帯数と人口
2021年（令和3年）12月31日現在の世帯数と人口は以下の通りである。
| 丁目   | 世帯数 | 人口  |
| ------ | ------ | ----- |
| 坂元町 | 89世帯 | 125人 |

## 小・中学校の学区
市立小・中学校に通う場合、学区は以下の通りとなる。
| 番地 | 義務教育学校         |
| ---- | -------------------- |
| 全域 | 姫路市立白鷺小中学校 |

## 交通

### 道路
- 国道2号

## 施設
- 朝日生命姫路北ビル
- 旧第三十四銀行姫路支店 - 内町南部にわずかに残った戦前建築[7]。